# Flavine-adenine-dinucleotide
Flavine-adenine-dinucleotide (FAD) is een co-enzym dat geassocieerd wordt met verschillende eiwitten en die een belangrijke rol spelen in de redoxreacties van het metabolisme. Een flavoproteïne is een eiwit dat een flavinegroep bevat: het eiwit kan voorkomen in twee vormen: FAD of FMN, voluit flavinemononucleotide. Voorbeelden van flavoproteïnen zijn onder meer componenten van het succinaat-dehydrogenasecomplex, α-ketoglutaraatdehydrogenase, en een component van het pyruvaat-dehydrogenasecomplex.
FAD kan bestaan in vier redox-toestanden, namelijk als flavine-N(5)-oxide, chinon, semichinon en hydrochinon. Het omwisselen tussen deze vormen is mogelijk door het afstaan of opnemen van elektronen. In de volledig geoxideerde vorm, chinon, kan FAD twee elektronen en twee protonen accepteren om FADH2 (hydrochinonvorm) te worden. De semichinon (FADH·) kan ontstaan uit ofwel reductie van FAD, of uit oxidatie van FADH2. In zeldzame gevallen is ook een supergeoxideerde vorm van FAD mogelijk, het zogenaamde flavine-N(5)-oxide. Dit is slechts bij enkele eiwitten nodig.